# 진 효공
진 효공(秦 孝公, 기원전 381년 ~ 기원전 338년)은 중국 전국 시대의 진나라의 제25대 군주(재위：기원전 361년 ~ 기원전 338년)이다. 성은 영(嬴), 휘는 거량(渠梁)이며, 헌공의 아들이다.

## 생애
군주의 자리에 오른 후에 온 힘을 다하여 치국에 힘써 진나라를 무시했던 제후들을 마음속으로 깊이 승복시키고 아래로는 영을 내려 인재를 찾았다. 위(衛)나라 출신 상앙을 중용하여 기원전 359년과 기원전 351년 두 번에 걸쳐 변법을 시행했다. 이로써 진나라는 급속하게 국력이 신장되어 강대국으로 부상하였다. 효공 11년 기원전 350년 함양으로 천도하고 진나라 역사상 최초로 군자를 위한 부세를 징수했다. 대외적으로는 초나라와 화친하고 한(韓)과 맹약을 맺고, 다시 진(秦), 조(趙), 제(齊) 삼국동맹을 맺어 당시 최대 강국이었던 위나라를 동서에서 협공하고자 했다. 여러 번에 걸친 위나라와의 전쟁에서 승리를 거두어 위나라의 안읍(安邑)을 점령하고 낙수(洛水) 이동의 땅을 개척했다. 전국 초기 초강대국이었던 위나라는 진나라의 동진정책에 밀려 그 도성을 하동의 안읍에서 동쪽의 대량으로 옮겼다. 병이 들어 비교적 젊은 나이인 44세에 죽었다.
| 전임 헌공 사습 | 제25대 중국 진나라의 군주 기원전 361년 ~ 기원전 338년 | 후임 혜문왕 사 |